# Matra R.422
Il Matra R.422 era un missile terra-aria a lungo raggio francese prodotto verso la metà degli anni cinquanta dalla Matra (Mécanique Aviation et TRAction).
Sviluppato a partire dal Matra R.042 in risposta al requisito SALP per un missile terra-aria a lunga gittata di produzione nazionale, emesso dal ministero della difesa francese all'inizio degli anni cinquanta, si trovò a competere con il DEFA PARCA e lo SNCASE SE 4400. La competizione per l'aggiudicazione vide avvantaggiato il Parca, che effettuò il primo lancio nell'autunno 1952, mentre il SE 4400 e l'R.422 effettuarono i primi lanci rispettivamente il 9 aprile 1954 e nel novembre 1954. Vennero quindi ordinati circa cento Parca, 92 lanciatori SE 4400 e circa venti R.422, ma gli ultimi due modelli non entrarono mai in servizio. Lo sviluppo di tutti questi sistemi d'arma antiaereo fu comunque arrestato in quanto la Francia, allora membro effettivo della NATO, era legata a un trattato per l'adozione dello statunitense Raytheon MIM-23 HAWK. Venne decisa la rinuncia a un proprio programma nazionale di missili antiaerei.

## Tecnica
Il missile R.422 era composto da due stati a propellente solido. Il booster era inizialmente il SEPR 732, costituito da 470 kg di plastolite, che fu in seguito sostituito dal SEPR 734 in grado di fornire 1020 kN in 4,5 secondi. Il motore del secondo stadio era un Jericho 1, sempre a combustibile solido, con 208 kg di epictete. L'insieme portava a un missile pesante oltre 1100 kg e alto 5,40 m. Queste caratteristiche lo rendevano in grado di ingaggiare bersagli in volo tra i 3000 e i 20000 m a velocità comprese tra 0,5 e 2 Mach.
Il sistema di guida consisteva in un radiocomando che pilotava il missile verso l'obiettivo tracciato da un radar di tiro. La spoletta di alto esplosivo era attivata per prossimità.